# Johan Devrindt
Johan Devrindt (Overpelt, 14 aprile 1944) è un ex calciatore belga, di ruolo centrocampista.

## Palmarès

### Club

#### Competizioni nazionali
- Campionato belga: 5

Anderlecht: 1964-1965, 1965-1966, 1966-1967, 1967-1968
Bruges: 1972-1973
- Coppa del Belgio: 1

Anderlecht: 1964-1965